# Hartenstein (Bavaria)
Hartenstein este o comună din districtul Nürnberger Land, regiunea administrativă Franconia Mijlocie, landul Bavaria, Germania.